# Rowianka
Rowianka – strumień na Pobrzeżu Koszalińskim, w woj. zachodniopomorskim, w powiecie koszalińskim, płynący w całości na terenie gminy Sianów, o długości od 10,78 do 12,50 km.
Powierzchnia zlewni Rowianki wynosi 23,48 km².
Źródło Rowianki znajduje się między wsią Wierciszewo a linią kolejową nr 202. Stąd płynie na południe pod starą brukowaną drogą Wierciszewo-Karnieszewice, przy przejeździe kolejowo-drogowym, obok osady Kołzin, a za nią biegnie przy linii kolejowej i dalej w kierunku południowo-zachodnim. Tam kamiennym przepustem przepływa pod drogą powiatową Sianów – Wierciszewo. Miejsce to, zwane przez powojennych mieszkańców Wierciszewa "Białym Mostkiem", uważane było za nawiedzone przez duchy i zjawy (mężczyzna bez głowy). Następnie urokliwymi meandrami płynie przez las, gdzie do 1883 roku istniał most na starym trakcie Sianów – Wierciszewo, zlikwidowanym po wybudowaniu nowej drogi. Dalej przepływa przez osadę Skibienko, gdzie do połowy XX wieku wpadała do stawu (zbiornika) zasilającego istniejący tam młyn, dalej płynie już na zachód połączona z siecią rowów melioracyjnych. Dalej przez ponad 2 km płynie równolegle do Unieści, do której uchodzi na obszarze na południowy zachód od wsi Kleszcze.
Nazwę Rowianka wprowadzono urzędowo rozporządzeniem w 1949 roku, zastępując poprzednią niemiecką nazwę Kanal Mühlenbach.